# Péter Biros
Péter Biros, nacido en Budapest el 5 de abril de 1976, jugador internacional húngaro de waterpolo.

## Palmarés
Como jugador de la selección húngara de waterpolo
- Oro en los juegos olímpicos de Pekín 2008
- Plata en el campeonato mundial de waterpolo Melbourne 2007
- Plata en el campeonato mundial de waterpolo Montreal 2005
- Oro en los juegos olímpicos de Atenas 2004
- Oro en el campeonato mundial de waterpolo Barcelona 2003
- Oro en los juegos olímpicos de Sídney 2000